# Corydalis
Corydalis  é um gênero botânico da família Fumariaceae.

## Espécies
| - Corydalis afghanica - Corydalis aitchisonii - Corydalis alpestris - Corydalis angustifolia - Corydalis aqua-gelidae - Corydalis arctica - Corydalis aurea - Corydalis batesii - Corydalis bracteata - Corydalis buschii - Corydalis caseana - Corydalis caseana ssp. brandegei - Corydalis cashmeriana - Corydalis cava (C. bulbosa) - Corydalis chaerophylla - Corydalis cheilanthifolia - Corydalis chionophylla - Corydalis clavibracteata - Corydalis claviculata - Corydalis conorhiza - Corydalis cornuta - Corydalis darwasica - Corydalis diphylla - Corydalis elata | - Corydalis emmanuelii - Corydalis flavula - Corydalis flexuosa - Corydalis glaucescens - Corydalis gortschakovii - Corydalis integra - Corydalis intermedia - Corydalis kushiroensis - Corydalis latiflora - Corydalis lineariloba - Corydalis lutea - Corydalis lydica - Corydalis macrocentra - Corydalis marschalliana - Corydalis nariniana - Corydalis nobilis - Corydalis ochotensis - Corydalis ochroleuca - Corydalis ophiocarpa - Corydalis oppositifolia - Corydalis pallida - Corydalis parnassica - Corydalis persica - Corydalis pinnatibracteata | - Corydalis popovii - Corydalis pumila - Corydalis rosea - Corydalis rupestris - Corydalis rutifolia - Corydalis saxicola - Corydalis scouleri - Corydalis seisumsiana - Corydalis semenovii - Corydalis sempervirens - Corydalis shanginii - Corydalis sibirica - Corydalis solida - Corydalis stenantha - Corydalis tomentella - Corydalis trilobipetala - Corydalis turtschaninovii - Corydalis vaginans - Corydalis verticillaris - Corydalis vesicaria - Corydalis wendelboi - Corydalis wilsonii - Corydalis yanhusuo - Corydalis zeaensis |